# Tabanus saxicolus
Tabanus saxicolus är en tvåvingeart som beskrevs av Usher 1965. Tabanus saxicolus ingår i släktet Tabanus och familjen bromsar. Inga underarter finns listade i Catalogue of Life.